# CDC42EP1
CDC42EP1‏ (CDC42 effector protein 1) هوَ بروتين يُشَفر بواسطة جين CDC42EP1 في الإنسان.